# Karasiov
Karasiov (del ruso: Карасёв) es un jútor del raión de Tijoretsk del krai de Krasnodar, en Rusia. Está situado en la orilla izquierda del río Chelbas, frente a Nejvoroshchanski, 29 km al sudeste de Tijoretsk y 123 km al nordeste de Krasnodar, la capital del krai. Tenía 60 habitantes en 2010
Pertenece al municipio Jopiórskoye.

## Transporte
Por la localidad pasa la carretera federal M29 Cáucaso Pávlovskaya-frontera azerí.